# Phare arrière de Hospital Point
Le phare arrière de Hospital Point (en anglais : Hospital Point Range Rear Light) est un phare actif situé à Beverly dans le comté d'Essex (État du Massachusetts).

## Histoire
Le phare arrière marquant le chenal menant à Beverly, Salem et Marblehead est l'un des deux feux directionnels du chenal. Ce feu est placé dans le clocher de la First Baptist Church, la plus haute tour en ville. Il émet un faisceau très étroit, de seulement 2 degrés de part et d'autre du parcours, traversant la partie nord du chenal. L'église a été détruite dans un incendie en 1975, mais le clocher a survécu et il a été réintégré à l'église reconstruite.
Le phare arrière est couplé au phare avant de Hospital Point et se situe à 625 mètres à l'ouest de celui-ci. Les navires se servent des deux lumières pour s’aligner dans le milieu du chenal, évitant ainsi les rivages rocheux. La balise émet un feu fixe blanc à 56 mètres de hauteur focale et sa portée n'est pas connue.
Identifiant : ARLHS : USA-390 ; USCG : 1-10005 - Amirauté : J0290.1 .

### Lien connexe
- Liste des phares du Massachusetts